# Eberstedt
Eberstedt es un municipio situado en el distrito de Weimarer Land, en el estado federado de Turingia (Alemania). Tiene una población estimada, a fines de 2021, de 217 habitantes.
Forma parte de la comunidad de municipios (verwaltungsgemeinschaft) de Bad Sulza.
Está ubicado cerca de las ciudades de Jena, Weimar y Erfurt —la capital del estado—.